# Sparassis crépu
Sparassis crispa
Espèce
Sparassis crispa, de ses noms vernaculaires le Sparassis crépu, Clavaire crépue, Morille des pins, Morille Blanche, Morille d'automne, Crête de coq ou Chou-fleur, ou communement appelée gallinette en Provence, est une espèce de champignons basidiomycètes, cérébriformes, comestibles jeunes, de la famille des Sparassidacées.

## Description
Le sporophore peut atteindre de 8 à 20 cm de haut sur 10 à 40 cm de large. Il est formé d'un stipe ou pied épais s'évasant et se divisant en rameaux foliacés contournés, crépus, serrés et entremêlés. Le sporophore est couleur blanc-crème à légèrement rosé, brunissant à la marge avec l'âge.
L'hyménium sous forme de pores très fins sur les deux faces des lobes, présente une sporée claire.
Sa chair est mince, crème, plus jaune dans le bas du stipe, est tendre et craquante, tendant à devenir élastique sur les vieux exemplaires.
L'odeur est agréable. Sa saveur est proche de la noix[réf. nécessaire].

## Habitat et dispersion
Sparassis crispa est assez commun de septembre à novembre, parfois décembre, dans les régions tempérées de l'hémisphère nord. Il se développe au pied et sur les racines des conifères, principalement des pins, souvent à l'abri des vents dominants. Il est fidèle à ses emplacements et peut repousser sur sa base si elle n'est pas arrachée. Saprophyte ou parasite.

## Comestibilité
C'est un champignon comestible, vendu sur certains marchés et apprécié, d'autant qu'il est abondant (certains exemplaires peuvent peser plusieurs kilos) ; il se prête bien à des préparations élaborées et peut également être desséché. Il peut également être consommé en dessert.
Toutefois, il met plusieurs semaines à disparaître dans le milieu naturel et on se méfiera de la consommation d'exemplaires trop gros ou trop vieux, qui deviennent coriaces et indigestes.

## Espèces proches et confusions possibles

### Sparassis brevipes(Sparassis laminosa)
La taille, l'aspect et l'odeur du Sparassis crispa ne prêtent guère à confusion. La principale espèce proche est le Sparassis brevipes (également appelé Sparassis laminosa ou Clavaire lamelleuse), de taille plus petite, plus jaunes, au carpophore plus régulier et légèrement zoné, poussant principalement au pied de feuillus et dégageant une odeur tantôt d'eau de javel, tantôt d'urine. Ils sont à éviter.

### Ramaria botrytis
On pourrait éventuellement aussi confondre Sparassis crispa, avec Ramaria botrytis, de son nom vernaculaire la clavaire chou-fleur, également comestible. Cette dernière est de taille plus modeste et présente des rameaux nettement rosés, plus épais, plus apparents et moins lobés.

### Clavaires et ramaires

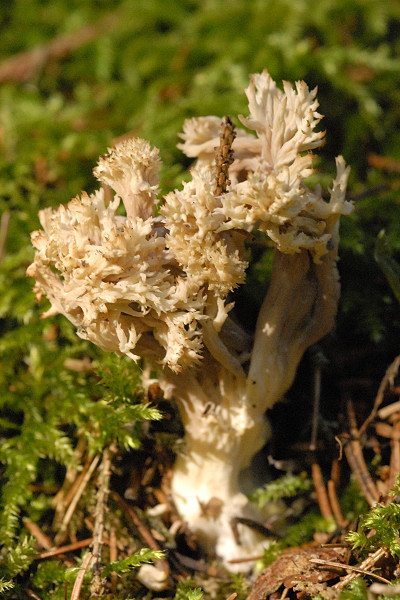
Une ramaire toxique: Ramaria pallida

En général les débutants devront se méfier des clavaires, ramaires et autres champignons ramifiés de tous genres et couleurs comme les ramaires du genre Ramaria, dont de nombreuses espèces sont toxiques et à tout le moins purgatives.